# رقيب صهيون (جريدة)
رقيب صهيون هي مجلة دينية مسيحية فلسطينية نصف شهرية أصدرتها البطريركية اللاتينية في القدس سنة 1921.
لم تتقصر الجريدة اهتماماتها على الجانب الديني، رغم صدورها عن مؤسسة دينية، بل تناولت في تعليقاتها المستجدات السياسية والواقع في العالم العربي. نُشرت في المجلة في دوماً مقالات تواجه الدعاية الصهيونية والرد عليها من خلال مقالات حادة ومعادية لها، مثل مقالة «كلمة وحق وسلام» في 23 آب 1924 التي عملت على تقديم حجج تثبت أن الصهيونية هي المعتدية وليس العرب.